# Manabu Miyoshi
Manabu Miyoshi (三好 学, Miyoshi Manabu) est un botaniste japonais, né le 4 janvier 1861 et mort le 11 mai 1939.

## Biographie
Manabu Miyoshi naît en 1861 dans le village d'Iwamura, devenu en 2004 la ville d'Ena dans la préfecture de Gifu. Il descend d'une lignée de samouraïs de l'ancienne province de Mino (actuelle préfecture de Gifu).
Diplômé de l'université impériale de Tokyo en 1889, il poursuit sa formation scientifique à l'université de Leipzig, en Allemagne, sous la direction du botaniste allemand Wilhelm Friedrich Philipp Pfeffer. En 1895, de retour au Japon, il obtient une chaire de botanique à l'université de Tokyo.
Il entre à l'académie impériale du Japon en 1920.
Tout au long de sa carrière universitaire, il étudie particulièrement les cerisiers et les iris. Au début du XXe siècle, il popularise, dans tout le Japon, l'idée d'une classification des plantes rares en monuments naturels, un concept qu'il avait découvert lors de son séjour d'études en Allemagne.
En 1890, il découvre, sur les pentes du mont Kōshin dans le sud-est de la ville de Nikkō, la grassette du Japon, une plante carnivore vivace de la famille des Lentibulariaceae inscrite sur la liste des monuments naturels spéciaux du Japon depuis 1952.

## Distinctions
- 1917 : 2e classe de l'Ordre du Trésor sacré